# KF Elbasani
A KF Elbasani albán labdarúgóklub, székhelye Elbasan városában található. Hazai mérkőzéseit a Elbasan Arénában rendezi.

## Névváltozások
- 1913–1932: KF Urani Elbasan (az Aferdita és a Perparimi egyesülésével)
- 1932–1935: KS Skampa Elbasan
- 1935–1949: KS Bashkimi
- 1949–1950: KS Elbasani
- 1950–1958: Puna Elbasan
- 1958–1991: KS Labinoti
- 1991–1997: KS Elbasani

1997 óta jelenlegi nevén szerepel.

## Sikerei
- Albán labdarúgó-bajnokság (Kategoria Superiore)
  - Bajnok (2 alkalommal): 1984, 2006
  - Ezüstérmes (1 alkalommal): 2005
  - Bronzérmes (3 alkalommal): 1946, 1948, 1988

- Albán kupa (Kupa e Shqipërisë)
  - Győztes (2 alkalommal): 1975, 1992
  - Ezüstérmes (1 alkalommal): 1980

- Albán szuperkupa (SuperKupa e Shqipërisë)
  - Győztes (1 alkalommal): 1992
  - Ezüstérmes (1 alkalommal): 2006

## Eredmények

### Európaikupa-szereplés

#### Összesítve
| Kupa                         | J | GY | D | V | LG–RG |
| ---------------------------- | - | -- | - | - | ----- |
| Bajnokok Ligája              | 2 | 1  | 0 | 1 | 1–3   |
| Bajnokcsapatok Európa-kupája | 2 | 0  | 0 | 2 | 0–6   |
| UEFA-kupa                    | 2 | 0  | 2 | 0 | 1–1   |
| Összesítve                   | 6 | 1  | 2 | 3 | 2–10  |

#### Szezonális bontásban
| Idény     | Kupa                         | Forduló         | Klub      | 1. mérk. | 2. mérk. |
| --------- | ---------------------------- | --------------- | --------- | -------- | -------- |
| 1984–1985 | Bajnokcsapatok Európa-kupája | Selejtező       | Lyngby BK | 0–3      | 0–3      |
| 2005–2006 | UEFA-kupa                    | 1. selejtezőkör | Vardar    | 1–1      | 0–0      |
| 2006–2007 | Bajnokok Ligája              | 1. selejtezőkör | Ekranas   | 1–0      | 0–3      |

Megjegyzés: Az eredmények minden esetben a KF Elbasani szemszögéből értendőek, a félkövéren jelölt mérkőzéseket pályaválasztóként játszotta.